# Stokbrood (gebakken aan een stok)

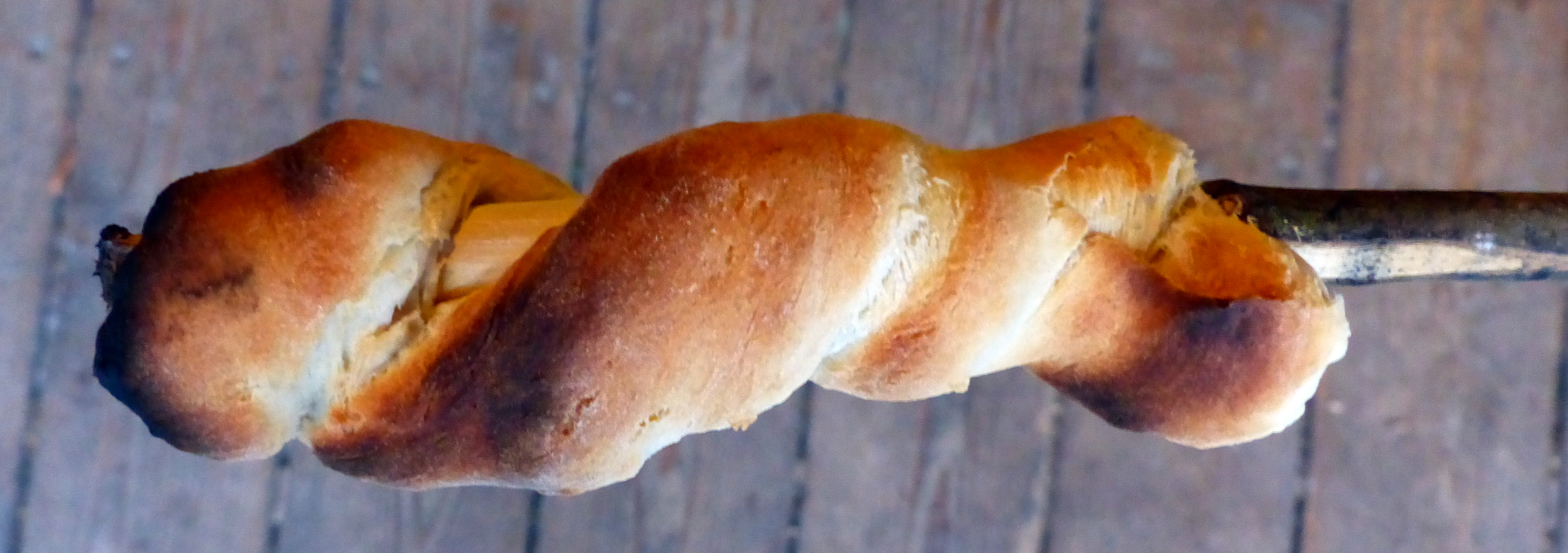
Stokbrood nog aan de stok.

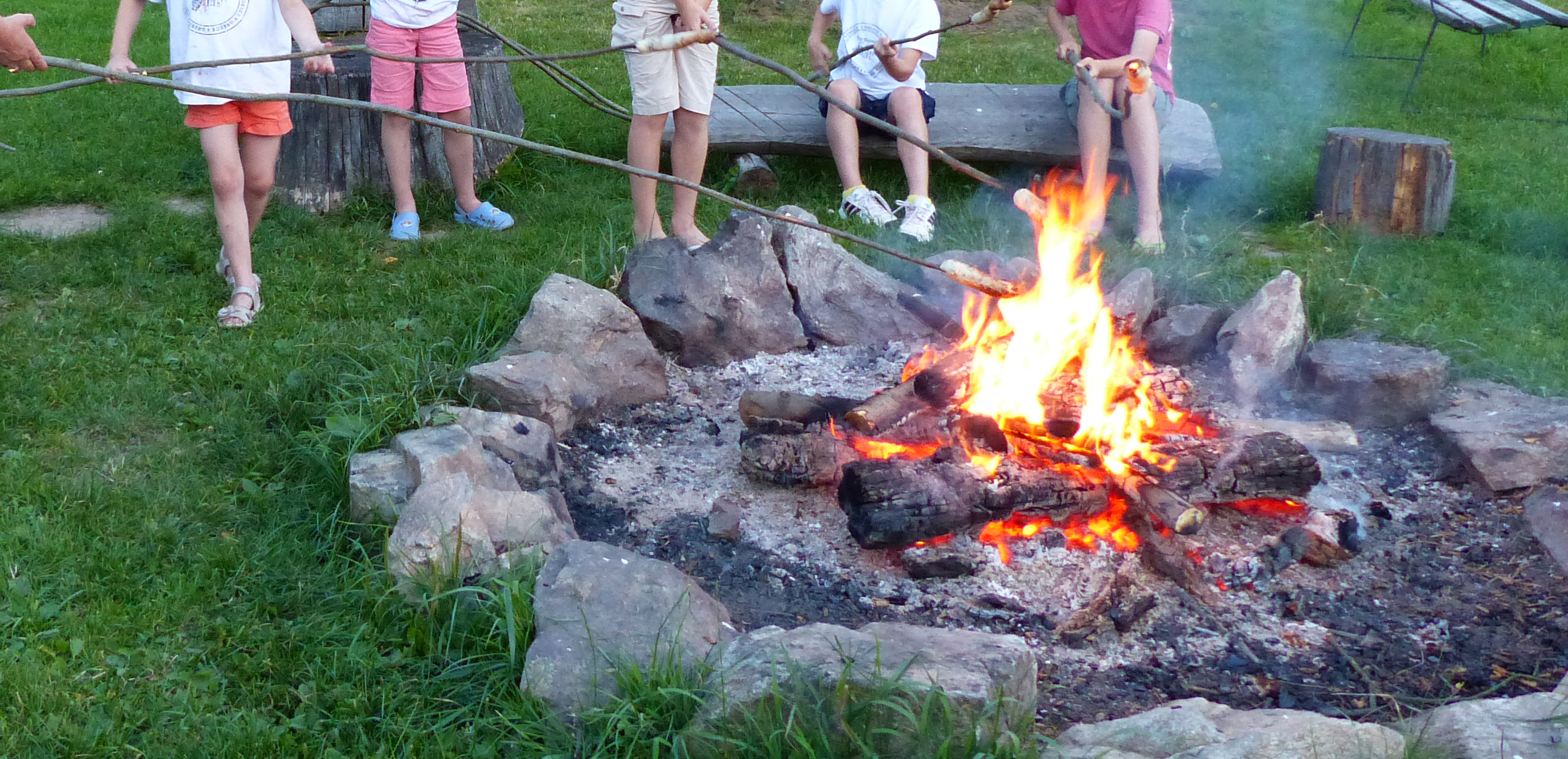
Het bakken van stokbrood boven een vuur.

Het bakken van stokbrood aan een stok wordt voornamelijk recreatief buitenshuis gedaan, boven een kampvuur of soms ook boven een barbecue.
Daarbij wordt brooddeeg, doorgaans gistdeeg, om een dunne houten stok gekneed of gewikkeld, en vervolgens aan die stok in de hitte van een vuur of gloeiende kolen gaar gebakken. De stok wordt daarbij in de hand gehouden of op een steuntje geplaatst, en regelmatig met de hand gedraaid, zodat alle zijden van het broodje gelijkmatig gaar worden.

## De stok
De stok moet lang genoeg zijn om op een comfortabele afstand van het vuur te kunnen staan tijdens het bakken; doorgaans ten minste 2 meter. Als gebakken wordt boven een klein vuur, bijvoorbeeld van een barbecue, dan kan de stok korter zijn. De stok wordt geschild, zodat een gladde bast overblijft waarvan het gare brood weer eenvoudig afgetrokken kan worden.
Om de stok goed gelijkmatig te kunnen draaien moet hij zo recht mogelijk zijn. Het is ook belangrijk dat het hout niet giftig is (zoals dat van Taxus en Robinia) of een vieze smaak afgeeft (zoals de Amerikaanse vogelkers), en dat de stok niet te brandbaar is. Om die laatste reden is het gebruik van oud dood hout maar ook van naaldhout niet verstandig. Populierenhout is niet prettig omdat het een prikkelende rook geeft.

## Bakken
Uit balletjes brooddeeg wordt een lange sliert gerold, die spiraalsgewijs om het uiteinde van de stok wordt gewonden, en daarna zo wordt gekneed dat de naast elkaar gelegen windingen aan elkaar plakken. Daarbij is het belangrijk dat de top van de stok ook bedekt wordt, omdat die anders snel verbrandt in het vuur. Bovendien vergemakkelijkt een dicht uiteinde het vullen van het broodje.
De broodjes worden in de nabijheid van de vlammen gehouden of dicht boven gloeiende kooltjes. De baktijd hangt af van de hitte van het vuur en ook hoe dicht de stok bij de vlammen wordt gehouden. De hitte mag niet te groot zijn, omdat het brood dan aan de buitenzijde zou verbranden en van binnen niet de kans krijgt om te garen. Een baktijd van 10-15 minuten is optimaal.

## Consumptie
Een stokbrood dat eenmaal gaar is kan - voorzichtig, zonder de handen te branden, eventueel met een handschoen - met een draaiende en trekkende beweging van de stok af worden getrokken. Het kan zo opgegeten worden, maar de holte waarin de stok heeft gezeten wordt ook vaak gevuld met allerlei soorten broodbeleg.